# Flickidol

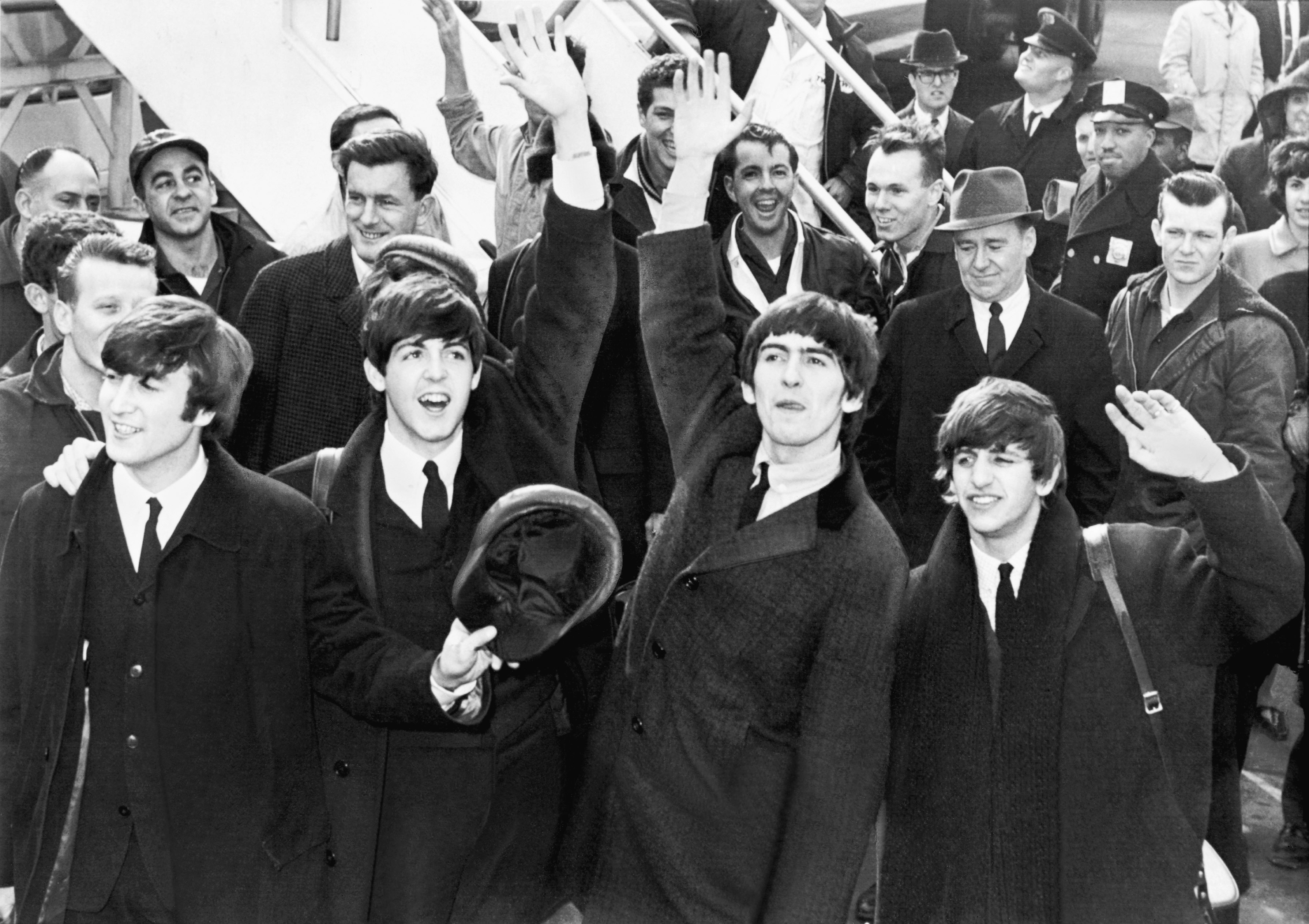
Beatleshysteri i USA 1964.

En flickidol är oftast en ung manlig artist som blivit väldigt populär hos framför allt tonårsflickor. 
En flickidol är oftast medlem i ett pojkband eller annan popgrupp, alternativt ungdomsinriktat dansband, eller är soloartist.
När The Beatles uppträdde under 1960-talet rådde mer eller mindre hysteri under  konserterna, då tonårsflickorna skrek. Under 1990-talet var fenomenet med flickidoler starkt genom pojkbandsvågen. Under 2000-talet har fenomenet förknippats med Idols.

## Exempel på flickidoler
- One Direction
- Jonas Brothers
- The Beatles
- Backstreet Boys
- E.M.D.
- Tokio Hotel
- Michael Jackson
- Brad Pitt
- Justin Timberlake
- Justin Bieber
- Darin
- Nsync